# استان پاناما
استان پاناما (به اسپانیایی: Provincia de Panamá) یکی از ده استان پاناما است که در غرب این کشور واقع شده‌است. استان پاناما ۱۱٬۲۸۹٫۴ کیلومتر مربع مساحت و ۱٬۷۱۳٬۰۷۰ نفر جمعیت دارد.